# Cupa Ucrainei 2015-2016
Cupa Ucrainei 2015-2016 (în ucraineană Кубок України з футболу 2015-2016) este ediția cu numărul 25 a Cupei Ucrainei. Competiția a început pe 22 iulie 2015 și se va termina pe 21 mai 2016.

## Meciuri

### Runda preliminara (22 iulie 2015)
| Echipa 1                         | Scor           | Echipa 2           |
| -------------------------------- | -------------- | ------------------ |
| Arsenal-Kyivshchyna Bila Tserkva | 0-2            | Obolon-Brovar Kyiv |
| Arsenal Kyiv                     | 1-0            | Veres Rivne        |
| Kremin Kremenchuk                | 0-4            | Cherkaskyi Dnipro  |
| Real Pharma Odesa                | 0-0(4-5 d.p.p) | Krystal Kherson    |
| FC Nikopol-NPHU                  | 1-3            | FC Ternopil        |
| Naftovyk-Ukrnafta Okhtyrka       | 3-1            | Nyva Ternopil      |
| Kolos Kovalivka                  | 1-3            | FC Sumy            |
| Avanhard Kramatorsk              | 2-1            | FC Poltava         |
| Bukovyna Chernivtsi              | 0-0(4-5 d.p.p) | MFC Mykolaiv       |
| SCC Demnya                       | 1-2            | Inhulets Petrove   |
| Myr Hornostayivka                | 6-0            | Barsa Sumy         |
| Balkany Zorya                    | 2-1            | Skala Stryi        |
| Enerhiya Nova Kakhovka           | 0-4            | Hirnyk Kryvyi Rih  |

## Runda de 32 (21-23 august 2015)
| Echipa 1                   | Scor           | Echipa 2               |
| 21 august 2015             | 21 august 2015 | 21 august 2015         |
| -------------------------- | -------------- | ---------------------- |
| Cherkaskyi Dnipro          | 1-3            | Stal' Dniprodzeržyns'k |
| 22 august 2015             |                |                        |
| Mykolaiv                   | 2-1            | Metalist               |
| Zirka                      | 1-1(5-4)       | Karpaty                |
| Desna Chernihiv            | 1-1(2-4)       | Vorskla                |
| Balkany Zorya              | 0-1            | Dnipro                 |
| Myr                        | 0-2            | Čornomorec'            |
| Ternopil                   | 3-1            | Metalurh Zaporižžja    |
| Arsenal Kiev               | 0-3            | Sahtior                |
| Sumy                       | 0-1            | Obolon–Brovar Kyiv     |
| Avanhard Kramatorsk        | 1-3            | Oleksandrija           |
| Hirnyk Kryvyi Rih          | 3-0            | Illičivec'             |
| Helios Charkiv             | 1-0            | Hoverla                |
| Naftovyk–Ukrnafta Okhtyrka | 0-2            | Olimpik Donec'k        |
| Hirnyk–Sport Komsomolsk    | 0-6            | Dinamo Kiev            |
| Inhulets Petrove           | 0-2            | Volyn'                 |
| 23 august 2015             |                |                        |
| Krystal Kherson            | 0-5            | Zorja                  |

## Optimi de finală
| Echipa 1           | Scor | Echipa 2              | Tur | Retur |
| ------------------ | ---- | --------------------- | --- | ----- |
| Mykolaïv           | 0-7  | Volyn                 | 0-2 | 0-5   |
| Čornomorec'        | 0-1  | Vorskla               | 0-1 | 0-0   |
| Helios Charkiv     | 1-5  | Zorya                 | 0-2 | 1-3   |
| Ternopil           | 0-9  | Sahtior               | 0-5 | 0-4   |
| Zirka              | 1-3  | FC Oleksandriya       | 1-1 | 0-2   |
| Hirnyk Kryvyi Rih  | 2-3  | Stal Dniprodzerzhynsk | 1-1 | 1-2   |
| Obolon–Brovar Kyiv | 0-7  | Dinamo Kiev           | 0-2 | 0-5   |
| Olimpik Donec'k    | 2-5  | Dnipro                | 0-2 | 2-3   |

## Sferturi de finală
| Echipa 1              | Scor | Echipa 2    | Tur | Retur |
| --------------------- | ---- | ----------- | --- | ----- |
| Stal Dniprodzerzhynsk | 1-7  | Dnipro      | 0-3 | 1-4   |
| FC Oleksandriya       | 2-1  | Dinamo Kiev | 1-1 | 1-0   |
| Volyn                 | 1-6  | Zorya       | 1-1 | 0-5   |
| Vorskla               | 2-5  | Șahtior     | 0-4 | 2-1   |

## Semifinale
| Data retur | Ora retur | Echipa 1     | Scor | Echipa 2 | Tur | Retur |
| ---------- | --------- | ------------ | ---- | -------- | --- | ----- |
| 11.05.2016 | 19:30     | Oleksandriya | 1-3  | Șahtior  | 1-1 | 0-2   |
| 11.05.2016 | 17:00     | Dnipro       | 1-2  | Zorya    | 1-0 | 0-2   |

## Finala
| Ora         | Stadion              | Echipa 1    | Scor        | Echipa 2    | Televizat     |
| 21 mai 2016 | 21 mai 2016          | 21 mai 2016 | 21 mai 2016 | 21 mai 2016 |               |
| ----------- | -------------------- | ----------- | ----------- | ----------- | ------------- |
| 17:00       | NSC Olimpiyskiy Kiev | Zorya       | 0-2         | Șahtior     | Dolce Sport 4 |